# Pelikula
Pelikula je tenká vrstva cytoplazmatické membrány nacházející se u prvoků.
Má ochrannou funkci a díky své pružnosti umožňuje udržení tvaru. Může být pružná a ohebná, nebo tuhá. U nálevníků a výtrusovců je tvořena těsně seřazenými váčky zvanými alveoly. U krásnooček je tvořena bílkovinnými proužky uspořádanými spirálovitě podél těla. 